# Château Guiraud

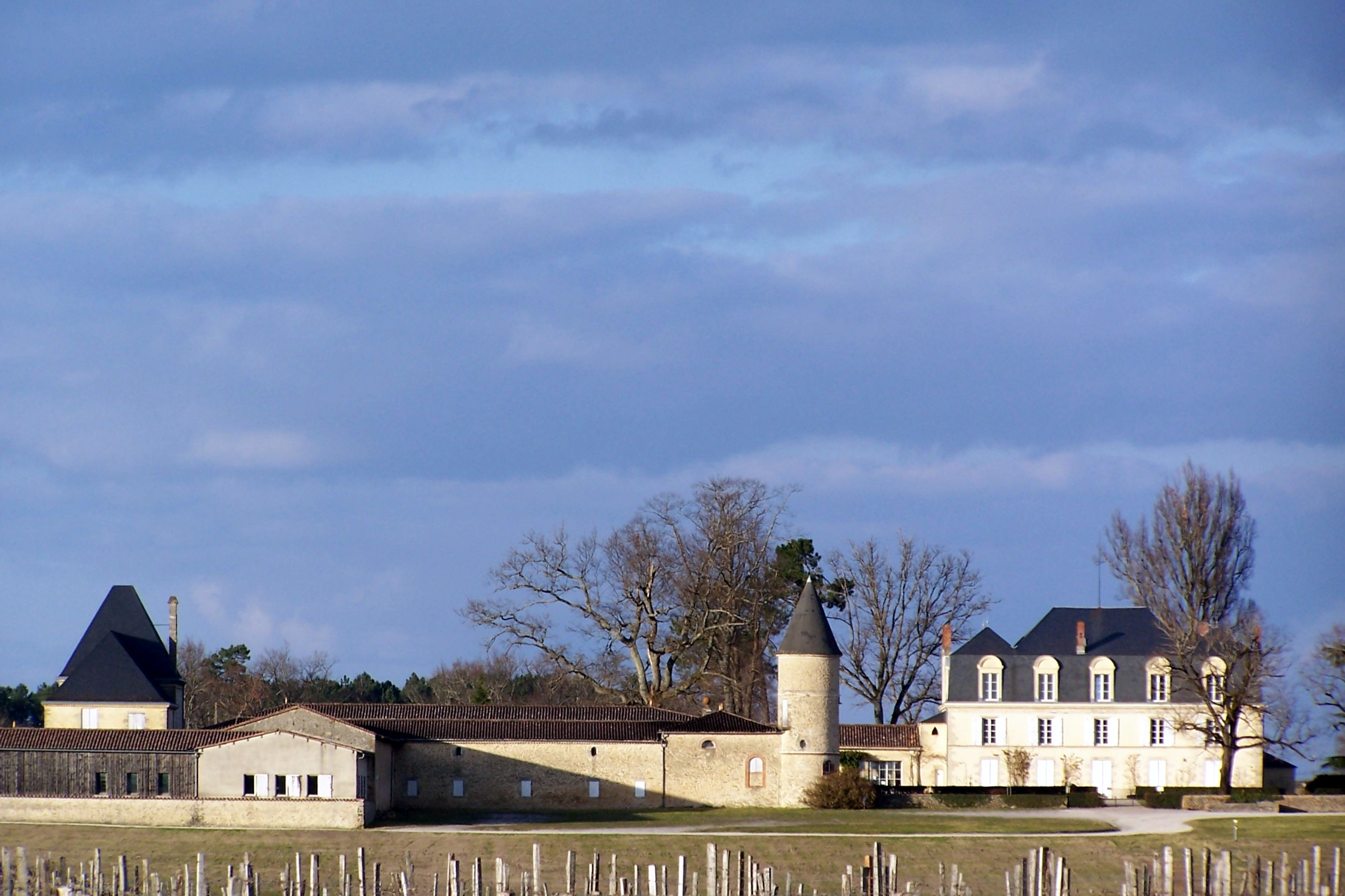
Château Guiraud (2012)

Das Weingut Château Guiraud liegt in der Gemeinde Sauternes, einem Teil der Appellation d’Origine Contrôlée Sauternes in der Weinbauregion Bordeaux. Bei der Bordeauxwein-Klassifizierung von 1855 wurde es als „Premier Cru Classé“ klassifiziert. Das Gut verfügt über 128 Hektar Grundbesitz, von denen 100 Hektar dem Weinbau gewidmet sind.
Die Rebsorte Sémillon stellt mit einer bestockten Fläche von 65 Prozent den größten Anteil. Daneben werden noch 35 % Sauvignon Blanc beigemischt, ein Anteil, der im Vergleich zu anderen Weingütern der Region ausgesprochen hoch ist. Das durchschnittliche Alter der Reben liegt bei 35 bis 45 Jahren und die Bestockungsdichte liegt bei 6.660 Rebstöcken/Hektar. Die Lese erfolgt per Hand in zwei bis sechs Lesegängen, um die edelfaulen Beeren zu selektionieren. Der Wein reift 18 bis 24 Monate in Barriques, die jährlich zu 100 % erneuert werden. Vom Grand Vin werden jährlich fast 100.000 Flaschen abgefüllt. In den Jahrgängen 1991 und 1993 wurde jedoch kein Grand Vin abgefüllt, da das Ergebnis nicht den Qualitätsvorgaben entsprach und eine künstliche Konzentration der Wein mittels Kryoextraktion nicht der Qualitätsphilosophie entspricht. 85 Hektar Rebfläche stehen in der Regel für den Grand Vin zur Verfügung.

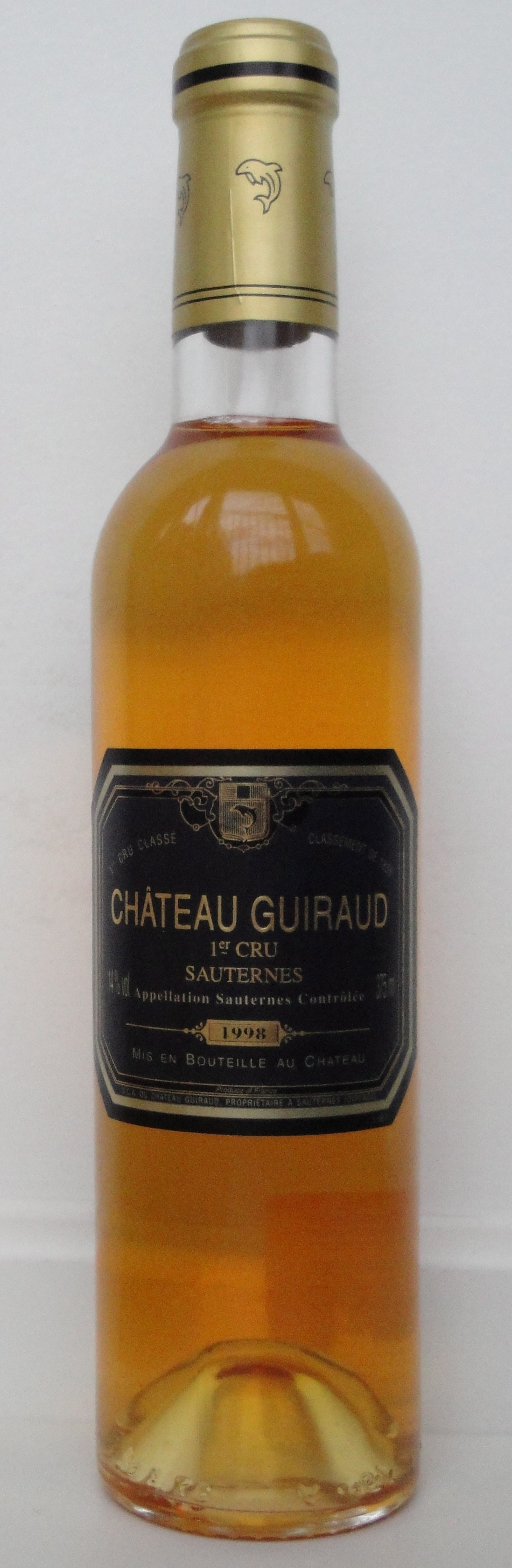
Château Guiraud, Jahrgang 1998

Der Zweitwein heißt seit 2011 Petit Guiraud (vorher Le Dauphin de Chartreuse de Coutet). Darüber hinaus vermarktet das Gut noch einen trockenen Weißwein mit dem Namen G de Guiraud.

## Geschichte

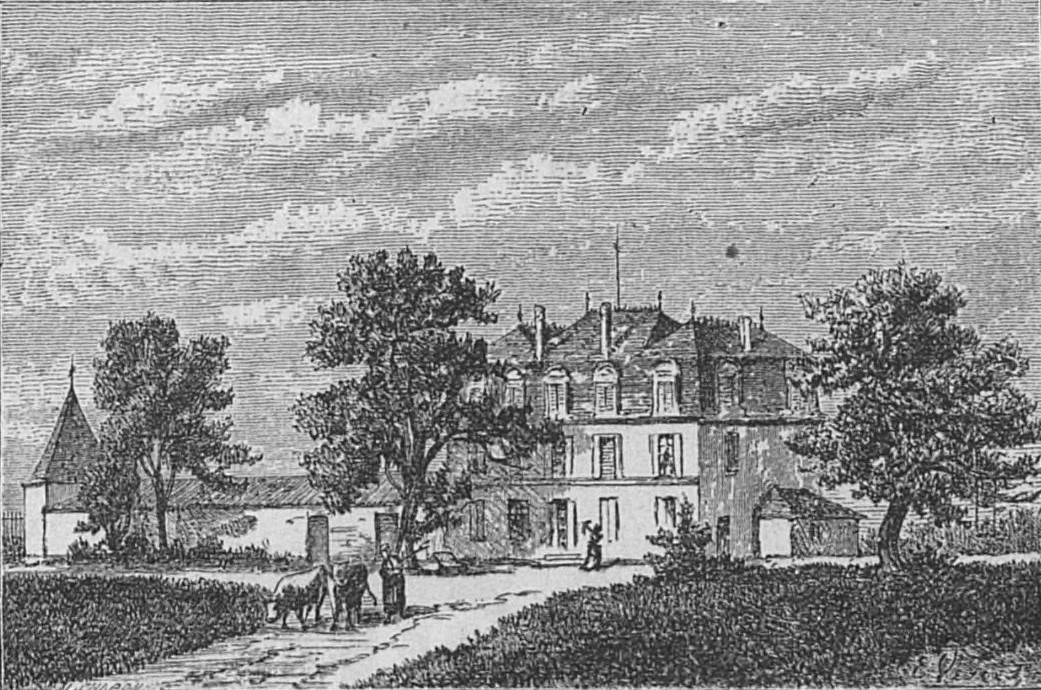
Illustration von 1893

Die frühe Geschichte des Guts ist unbekannt. Das Gut war zu Anfang unter dem Namen La Maison Noble du Blaye bekannt. Erste Aufzeichnungen berichten von Eignern aus der Familie Essenault, denen auch Ländereien gehörten, aus denen Château d’Issan hervorgehen sollte. In Erbfolge ging das Maison Noble du Blaye von Catherine Essenhaut auf ihre Tochter Marie-Angélique und später an deren Bruder Joseph Chevalier de Mons. Joseph vermachte den Besitz an seinen Neffen Léonard-Joseph de Mons de Saint Poly. Am 22. Februar 1766 verkaufte er das Gut für 53.000 Pfund an Pierre Guiraud, einen Händler aus Bordeaux.
Im Jahr 1799 vermachte Pierre das Anwesen an seinen Sohn Louis Guiraud, der Größe und Ansehen des Guts beträchtlich erweiterte. Im Jahr 1837 übernahm sein Sohn Pierre-Aman Guiraud die Leitung des Guts. Da er jedoch im Zuge der Erbteilung zu Gunsten seiner Schwester eine erhebliche Ausgleichszahlung leisten musste, war das Gut für ihn auf Dauer nicht haltbar und er musste es am 17. Juli 1846 an einen Konkursverwalter abtreten. Am 7. September 1846 übernahmen J. B. Dupons, A. Coutereau, C. Caubet, J. A. Depons und A. Ardusset das Gut.
Seit dem 20. Juli 2006 gehört Château Guiraud Robert Peugeot, Olivier Bernard, Stephan von Neipperg und Xavier Planty.